# 李程
李程（766年—842年？），字表臣，封彭原郡公，谥缪，唐朝官员，唐敬宗年间拜为宰相。

## 背景
李程可能生于大历元年（766年）。他是唐朝开国之君唐高祖堂弟襄邑王李神符的五世孙。祖父李柏任太仆卿，父李鹔，滁州刺史。
贞元十二年（796年），李程中进士，又通过宏辞科考试，作赋《日五色》，以语言警策拔俗为士人所推，后担任一些节度使的幕僚。调蓝田尉，独自宣判了积压十年的案子。二十年（804年）因京兆府考功第一，回京城长安任监察御史，五月以承务郎监察御史里行身份参与祭奠御史中丞李汶，十一月又奉召充翰林学士。唐德宗季秋出猎，觉得冷，看着左右说：“九月穿衫，二月穿袍，不是顺时。朕欲改月，怎么样？”左右称好，唯独李程说：“玄宗著《月令》，十月才穿裘，不可改。”德宗急忙停止。学士入官署，常观察日影判断时间，李程性懒，太阳过了八砖才到，时人号“八砖学士”。二十一年（805年），德宗崩，子唐顺宗继位，李程被顺宗信任的同僚王叔文排挤出翰林院，三度迁为司勋员外郎。宦官刘贞亮等奏请立皇长子广陵王李淳为皇太子，勾当军国大事，顺宗同意，刘贞亮便召学士卫次公、郑絪、李程、王涯入金銮殿，草立储君诏。李淳即唐宪宗。

## 唐宪宗、唐穆宗年间
唐宪宗元和三年（808年）七月，知制诰，出为隋州刺史，因能治理，赐金紫服。五年后，除郎中。元和中期，被西川节度使李夷简（813年—818年在任）辟为成都少尹、御史中丞、节度行军司马。十年（815年）三月，被召回长安任兵部郎中，知制诰。同年，宪宗伐自称淮西节度使的军阀吴元济，以宣武节度使韩弘为淮西都统，李程被派往汴州前线宣赐官告。十一年（816年），他被任为中书舍人，不早于当年十一月权知京兆尹事。十二年（817年），权知礼部贡举。同年，监察御史韦楚材被贬，因他与宰相裴度交好而裴度又与同僚宰相李逢吉不合，宪宗召给事中张贾及李程、御史中丞韦度、比部郎中兼侍御史知杂宋景及韦楚材、御史崔鄯讯问。十三年（818年）四月，李程拜礼部侍郎，左仆射郑余庆受任为礼乐详定使，奏刑部侍郎韩愈与李程为副使。六月，李程出为鄂州刺史、鄂岳观察使。十四年（819年）二月，白居易作诗《行次夏口先寄李大夫》。当年刘禹锡也曾作《为鄂州李大夫祭柳员外文》祭奠柳宗元。十五年（820年）韩愈作《除官赴阙至江州寄鄂岳李大夫》。三月，唐穆宗从李程所请，罢中州岁贡茶，减轻人力劳损。

## 唐敬宗年间
长庆元年（821年），刘禹锡又作《鄂渚留别李二十一表臣大夫》。二年（822年）十二月末，李程又被召回任吏部侍郎，封渭源县男，食邑三百户。
四年（824年），唐穆宗崩，正月，其子唐敬宗继位不久，五月，李程以正议大夫、尚书吏部侍郎、上柱国、渭源县开国男、食邑三百户、赐紫金鱼袋守本官，授同中书门下平章事，为实质宰相。当时，唐敬宗问李逢吉谁堪为宰相，李逢吉列举了一批官员，将李程列在首位，故被拜为宰相。当时敬宗年轻，想建造和重建宫室。李程指出敬宗新立，尚在穆宗丧期，展开这些工程不妥。在他的建议下，敬宗收集来的木石被用来修皇陵。六月，李程还和韦处厚建议对因和李逢吉不和被逐出京的高官裴度加礼，在他们建议下，敬宗加裴度宰相荣衔同平章事。李程还奏请设置侍讲学士。李程善辩且多智算，能改变敬宗的心思。不久拜中书侍郎，十二月进爵彭原郡公，仍居相位。
宝历元年（825年）四月，敬宗受尊号，大赦天下。李程摄中书令、读册官，获赐一子出身。同年，宰相李逢吉、窦易直、李程在延英殿谈及鄠县令崔发拖拽中人获罪之事，奏称崔发虽犯大不敬，但崔发母是已故宰相韦贯之的姐姐，年已八十，自崔发下狱以来积忧成疾，请求恩宥崔发。敬宗这才知崔发有老母，立即遣中使送崔发回家并抚问崔母韦夫人。十月，摄太尉，充使，于孟冬时节荐献大圣祖于太清宫。
同年，陈留人武昭被控恫吓要杀李逢吉。武昭先前曾任石州刺史，想寻求更好的任命，却被授以权力少很多的敬宗叔祖父袁王李绅府长史。李程与武昭交好，想给他一个更有用的职位；但李逢吉此时已不复和李程为友，反对，李程的族人水部郎中李仍叔告知武昭。一次武昭喝醉了，对朋友左金吾兵曹茅汇说要杀了李逢吉。九月，事发，武昭被拘。李逢吉党羽前河阳掌书记李仲言对茅汇说，如果供出李程和武昭同谋，可以得生，反之必死。茅汇拒绝。调查结束后，武昭被杖杀，李仍叔贬道州司马，李仲言流放象州，茅汇流放崖州。
二年（826年），李程召同年进士郑州刺史张仲方为右谏议大夫。二月，李程摄中书令受册，于正衙宣诏。九月，李程被罢相，尽管仍保有同中书门下平章事为荣衔，出任检校兵部尚书、太原尹、北京留守、河东节度使。任上，表侍御史卢简辞为节度判官。

## 唐文宗年间
敬宗弟唐文宗太和三年（829年）六月，奏得自称成德节度使的王廷凑书信，请纳景州；又奏魏博叛将亓志绍自缢。四年（830年）三月，李程被任为检校尚书左仆射、兼河中尹、河中晋绛慈隰等州节度使，仍保有同中书门下平章事衔。六年（832年），加检校司空荣衔。七月，召回长安任左仆射。此前，文宗刚下令，仆射上任，所有朝臣正式欢迎，四品及以下官员要向他下拜，早先拜为仆射的王涯和窦易直都享受过了这种盛大的待遇。李程认为不妥，请求文宗重新考虑。八月，御史中丞李汉也认为这个仪式太严肃，但文宗仍命下拜仪式如此进行。李程能干博学，为文宗所礼遇，文宗说他“高飞之翮，长者在前。卿朝廷羽翮也”。但尽管身居高位，却落下了放荡、不拘小节、过分滑稽的名声。
七年（833年）七月，李程与御史大夫郑覃奉命同去尚书省疏理诸司囚徒。当月，他又一次被遣出长安，任检校司空、兼汴州刺史、宣武军节度使。八月，兼充亳州太清宫使，修葺因水灾损毁的太清宫。九年（835年）六月，再任河中晋绛节度使，加检校司徒。开成元年（836年）闰五月，召回长安任右仆射，兼判太常卿事。为河东节度使李载义作纪功碑文。十一月，兼判吏部尚书铨事。二年（837年）二月（一作三月），授检校司徒，出为襄州刺史、山南东道节度使。李商隐《樊南文集补编》有《上汉南李相公状》。三年（838年），张祜作《戊午年感事书怀二百韵谨寄献太原裴令公淮南李相公汉南李仆射宣武李尚书》。唐武宗继位后，会昌元年（841年）二月，赐开府仪同三司、左卫上将军兼内谒者监仇士良纪功碑，诏时任右仆射的李程作文。当年，为东都留守。任内加张季戎留守讨击使兼河阴盐铁留后。李程卒年七十七，赠太保，有司谥缪。而二年（842年）太子太傅牛僧孺被任为东都留守，李程或即在此前于任上去世。

## 作品
- 《李程表状》一卷[39][40]
- 《李程集》一卷[40]
- 《汉章帝白虎殿观诸儒讲五经赋（以「高会群儒，讨论正义」为韵）》
- 《凤巢阿阁赋（以「天下清泰，神物来萃」为韵）》
- 《华清宫望幸赋（以题为韵）》
- 《揠苗赋（以「时贵顺成，非由速致」为韵）》
- 《汉文帝罢露台赋（以「百金休功，万国从化」为韵）》
- 《黄目樽赋（以「礼尚治情，酌中形外」为韵）》
- 《迎长日赋（以「三王郊礼，日用夏正」为韵）》
- 《石镜赋（以「清光内朗，禀之媚然」为韵）》
- 《太常释奠观古乐赋（以「声淫及商，武乱偕坐」为韵）》
- 《大合乐赋（以「王者之政，备於乐声」为韵）》
- 《披沙拣金赋（以「求宝之道，同乎选才」为韵）》
- 《金受砺赋（以「圣无全功，必资佐辅」为韵）》
- 《蒙泉赋》
- 《青出於蓝赋（以「纯粹积中，英华发外」为韵）》
- 《破镜飞上天赋（以「青天流魄，玉户失颜」为韵）》
- 《众星拱北赋（以「人归政德，如彼众星」为韵》）
- 《众星拱北赋（其二。以「人归政德，如彼众星」为韵）》
- 《攻坚木赋（以「学者攻艺，必求至精」为韵）》
- 《刻桐为鱼扣石鼓赋（以「感通难测，万里相符」为韵）》
- 《故钟于宫赋（以「喻以鼓钟，自中形外」为韵）》
- 《日五色赋（以「日丽九华，圣符土德」为韵）》
- 《匏赋（以五音克谐次用为韵）》
- 《竹箭有筠赋》
- 《衣锦褧衣赋（以「君子之道，暗然日章」为韵）》
- 《月照寒泉赋（以「秋月清明，夜泉澄澈」为韵）》）
- 《河东节度使太原尹赠太尉李光颜神道碑》

## 评价
- 《旧唐书》
  - 史臣曰：程不持士范，殁获丑名。君子操修，岂宜容易！
  - 赞曰：程、（宋申）锡弼谐，于道难周。[5]
- 《新唐书》赞曰：唐宰相以宗室进者九人。……李程和柔，在位无所发明。[1]

## 子孙
- 武寧軍節度使、檢校工部尚書李廓
  - 萬年尉、直史館李晝，字貞耀[41]
  - 李济
    - 李昌符，字巖夢
- 華陽令李庇
- 太子中允李慶
- 祕書省祕書郎李庠
- 太子通事舍人李廡